# کرسبرگ
کرسبرگ (به آلمانی: Kreßberg) یک شهر در آلمان است که در Schwäbisch Hall واقع شده‌است.